# Библиотека Мазарини
Библиотека Мазарини (фр. Bibliothèque Mazarine) — старейшая публичная библиотека Франции, находится в Париже.

## История
Библиотека изначально была частным собранием книг кардинала Мазарини (1602—1661), бывшего известным библиофилом. После бегства Мазарини из Парижа во время Фронды его первая библиотека была потеряна. Вернувшись в Париж, он стал заново собирать коллекцию. В 1643 году к библиотеке получили доступ учёные, а в 1661 году, после смерти Мазарини, по его завещанию библиотека перешла в собственность Коллежа четырёх наций. В 1682 году библиотека открылась в восточном крыле здания колледжа, в котором с 1805 года также размещается Институт Франции.
Во время Французской революции и без того немалая коллекция из 60000 томов пополнилась за счёт книг, конфискованных у дворянства и церкви. Тогда же библиотека стала публичной. В коллекции библиотеки находится одна из Библий Гутенберга, известная как Библия Мазарини.